# Mimosa distachya
Mimosa distachya är en ärtväxtart som beskrevs av Antonio José Cavanilles. Mimosa distachya ingår i släktet mimosor, och familjen ärtväxter. Inga underarter finns listade i Catalogue of Life.